# Coenonympha obscurior
Coenonympha obscurior är en fjärilsart som beskrevs av Poinneau 1930. Coenonympha obscurior ingår i släktet Coenonympha och familjen praktfjärilar. Inga underarter finns listade i Catalogue of Life.